# La Betìa ovvero in amore, per ogni gaudenza, ci vuole sofferenza
La Betìa ovvero in amore, per ogni gaudenza, ci vuole sofferenza est un film italien réalisé par Gianfranco De Bosio, sorti en 1971.

## Fiche technique
- Titre original : La Betìa ovvero in amore, per ogni gaudenza, ci vuole sofferenza
- Réalisation : Gianfranco De Bosio
- Scénario : Leonardo Benvenuti, Piero De Bernardi
- Producteur : Alfredo Bini
- Photographie : Roberto Gerardi
- Musique : Carlo Rustichelli
- Genre : comédie
- Durée : 99 minutes[1]
- Date de sortie : 
  - Italie : 20 décembre 1971

## Distribution
- Nino Manfredi : Nale
- Rosanna Schiaffino : Betìa
- Ljubiša Samardžić : Zilio
- Eva Ras : Tamia
- Mario Carotenuto : Tacio
- Olivera Marković : Menega
- Lino Toffolo : Bazzarello
- Boban Petrović : Menegazzo
- Franco Pesce (en) : Barba Scatti

## Distinctions
- Rosanna Schiaffino a été nommée pour le Ruban d'argent de la meilleure actrice par le syndicat national des journalistes cinématographiques italiens en 1972